# Miotapirus

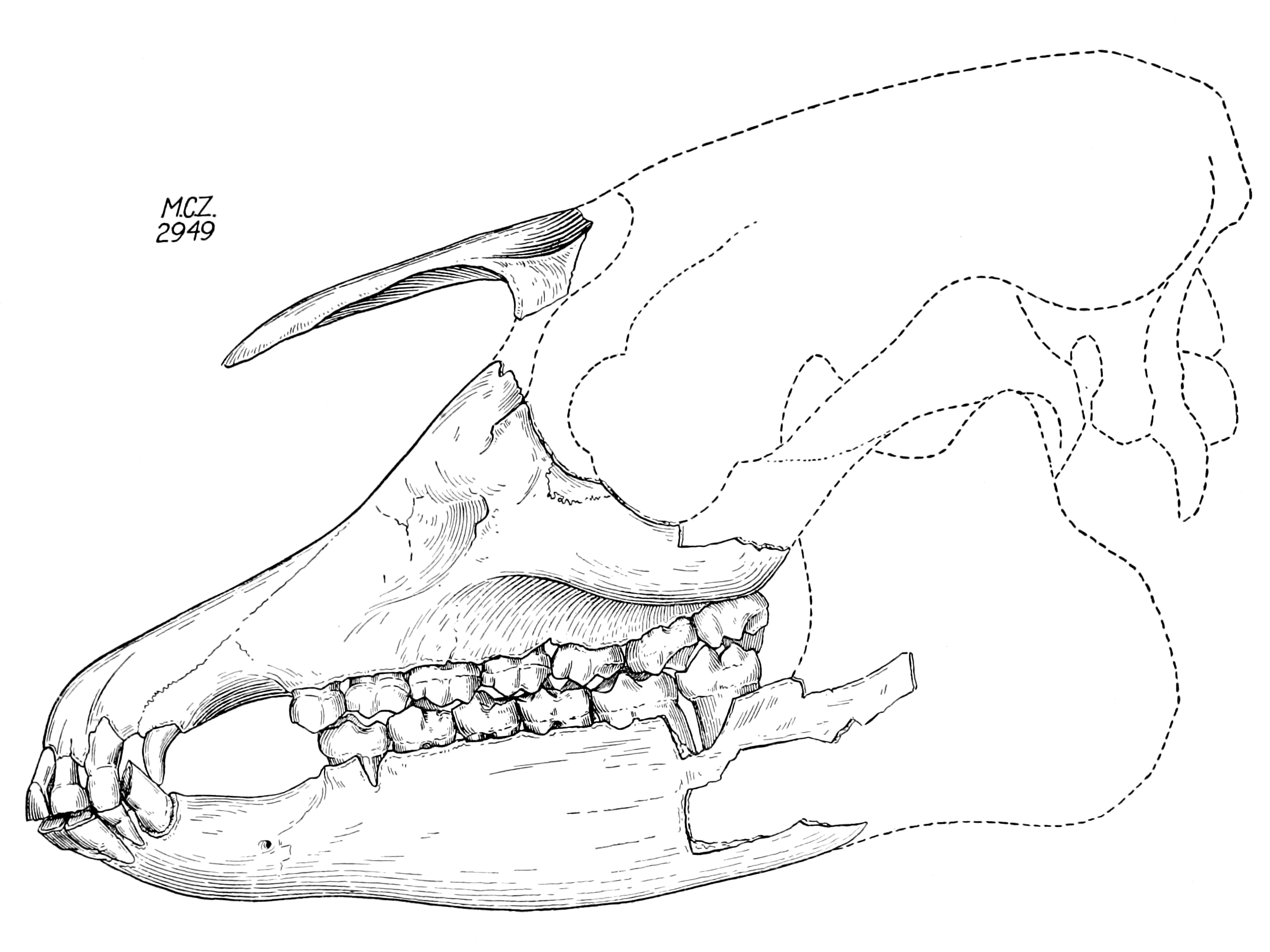
Череп M. harrisonensis

Miotapirus harrisonensis — викопний вид тапіра, який мешкав у Північній Америці в епоху раннього міоцену приблизно 20 мільйонів років тому.
Фізично Miotapirus був практично ідентичний своїм сучасним родичам; при довжині 2 м вона була навіть такого ж розміру. Швидше за все, він також був нічним і дуже адаптивним.